# Gotthold Bohne
Gotthold Bohne (* 25. Juli 1890 in Burgstädt; † 28. August 1957 in Bensberg) war ein deutscher Strafrechtler, Kriminologe und Rechtshistoriker.

## Ausbildung
Bohne studierte Medizin, Philosophie, Rechtswissenschaften und Theologie in Greifswald, Jena und Leipzig. Nach seinem Kriegsdienst im Ersten Weltkrieg promovierte er in Leipzig zum Dr. jur. und habilitierte im Folgejahr für Strafrecht. 1922 war er als Gerichtsassessor tätig. 1923 erfolgte seine Berufung als Ordinarius und Direktor des Instituts für Kriminalwissenschaften der Universität Köln. Der Ausbau dieses Instituts zur Zentralstelle für die gesamte kriminalwissenschaftliche Forschung des Rheinlandes scheiterte an fehlenden Finanzmitteln. Bohne setzte sich für eine Verbindung von Strafrecht und Psychoanalyse ein. Hierfür wurde im Institut ein Labor eingerichtet. Von 1926 bis 1927 und von 1934 bis 1935 war Bohne Dekan der rechtswissenschaftlichen Fakultät. Nach dem Zweiten Weltkrieg arbeitete er gemeinsam mit Professor Ottmar Bühler und Professor Hans Carl Nipperdey in der von der britischen Militärregierung eingesetzten Verfassungskommission der Universität. Infolge des Wirkens dieser Kommission wurde die Universitätsverfassung vom 27. Mai 1919 wieder in Kraft gesetzt. Von 1949 bis 1951 war Bohne Rektor der Universität Köln. Er wurde zum Präsidenten des Centre international d’etudes sur la fausse monnaie in Madrid gewählt und war stellvertretender Vorsitzender der Deutschen Gesellschaft für Photographie. Seine Forschungsschwerpunkte lagen in den Bereichen des Strafrechts, der Kriminalistik und der Kriminologie, wobei er juristische, philosophische, psychologische, historische, soziologische und naturwissenschaftliche Aspekte berücksichtigte. Er befasste sich auch mit Erbgesundheitslehre. Zu seinen Privatinteressen zählten Musik, Dichtung und bildende Kunst.

## Schriften
- Die Freiheitsstrafe in den italienischen Stadtrechten des 12.-16. Jahrhunderts (1. Teil 1922, 2. Teil 1925).
- Psychoanalyse und Strafrecht (1926/27)
- Individualpsychologische Beurteilung krimineller Persönlichkeiten (1933)
- Zur photographischen Reproduktion von Fingerspuren auf ebenen Glasflächen, besonders bei stärkeren Vergrößerungen (1936)
- Ein neues Verfahren zur Identifizierung abgeschossener Kugeln (1937)
- Zur Psychologie der richterlichen Überzeugungsbildung (1948)
- Abhängigkeit und Selbständigkeit im sozialen Leben (1951)